# سكيدجا إي باشيلوبو
سكيدجا إي باشيلوبو (بالإيطالية: Scheggia e Pascelupo)‏ هي بلدية في مقاطعة بيرودجا في إقليم أومبريا في إيطاليا.

## السكان
في سنة 1861 بلغ عدد السكان 2٬553 نسمة، وتطور العدد ليصل في سنة 2011 لـ 1٬442 نسمة.
يظهر هذا المخطط البياني تطور النمو السكاني لـ سكيدجا إي باشيلوبو